# −7
−7（マイナスなな）は、負の整数の1つであり、−8 の次で −6 の前の数である。

## 性質
- −7 は負の整数の中で7番目に大きい数である。負の奇数としては-5の次に大きい。

## その他 −7 に関すること
- 10−7 を表す日本の単位は繊。
- 西暦マイナス7年は紀元前8年、マイナス7世紀は紀元前8世紀に当たる。